# Les Lèvres qui voient
Les Lèvres qui voient (The Listening Eye) est un roman policier de l'écrivaine britannique Patricia Wentworth publié en 1955. Il est paru en France aux éditions Seghers en 1980 dans une traduction de Patrick Berthon.

## Résumé
Paulina Paine, une sourde qui lit parfaitement sur les lèvres, rend visite à Miss Silver, détective privée et tricoteuse hors pair, après avoir assisté à une conversation étrange entre deux hommes. Quand Paulina meurt, Maud Silver met en marche son pouvoir de déduction extraordinaire.